# هولیتسه (ناحیه پاردوبیتسه)
هولیتسه (به چکی: Holice) یک منطقهٔ مسکونی و شهرستان دارای شهرک سابقاً روستا در جمهوری چک است که در ناحیه پاردوبیتسه واقع شده‌است. هولیتسه ۶٬۵۳۱ نفر جمعیت دارد.